# ننه (فیلم)
نِـنه (انگلیسی: Nenè) یک فیلم در ژانر داستان بلوغ و درام به کارگردانی سالواتوره سامپری است که در سال ۱۹۷۷ منتشر شد. از بازیگران آن می‌توان به لئونورا فانی، تینو شیرینزی، پائولا سناتوره، و اوگو تونیاتسی اشاره کرد. فرهنگنامهٔ مِرِگِتی بازسازی دوران تاریخی در این فیلم را مثبت ارزیابی می‌کند و آن را «بازسازی‌ای آکنده از اندوهی غروب‌گونه» توصیف می‌نماید.